# キース・デ・ブール
キース・デ・ブール（Kees de Boer、2000年5月13日 - ）は、オランダ・フォレンダム出身のサッカー選手。VVVフェンロー所属。ポジションはMF。

## クラブ経歴
FCフォレンダム、アヤックス・アムステルダム、スウォンジー・シティAFCの下部組織出身。2019年8月31日、EFLカップのノーサンプトン・タウンFC戦でプロデビューを果たしたが、それ以降スウォンジー・シティでの出場機会はなく、契約満了後にADOデン・ハーグへと移籍した。
2021年7月6日、VVVフェンローに移籍した。